# 軟頭紅杜父魚
軟頭紅杜父魚，為輻鰭魚綱鮋形目杜父魚亞目隱棘杜父魚科的其中一種，為深海魚類，分布於南冰洋皮特凱恩群島至南極洲，棲息深度可達603公尺，體長可達22公分，棲息在底層水域，生活習性不明。

## 扩展阅读
維基物種上的相關：軟頭紅杜父魚